# GENTLEMAN (싸이의 노래)
"GENTLEMAN"(젠틀맨)은 대한민국의 가수 싸이의 싱글로, 2013년 4월 12일에 전 세계적으로 발매되었다. 뮤직비디오는 4월 13일 유튜브를 통해 공개되었다.

## 뮤직비디오
2013년 4월 13일 상암월드컵경기장에서 열린 싸이의 콘서트를 통해 선공개되었으며, 정식적으로 9시에 유튜브에 공개했다. 뮤직비디오에는 가인과 무한도전 멤버들(유재석, 박명수, 정준하, 정형돈, 노홍철, 하하, 길)이 출연하였다.
6월 16일 기준으로, 유튜브 조회수는 1,157,209,012건을 기록하고 있다.

## 차트 성적 및 인증
| 차트 (2013)                           | 최고 순위 |
| ------------------------------------- | --------- |
| 오스트레일리아 (ARIA)                 | 15        |
| 오스트리아 (Ö3 Austria Top 40)        | 7         |
| 캐나다 (캐나디안 핫 100)              | 9         |
| 체코 (IFPI)                           | 21        |
| 덴마크 (Tracklisten)                  | 3         |
| 핀란드 (Suomen virallinen lista)      | 2         |
| 프랑스 (SNEP)                         | 11        |
| 독일 (미디어 컨트롤 AG)               | 12        |
| 아이슬란드 (Tónlist)                  | 15        |
| 이스라엘 (미디어 포레스트)            | 5         |
| 이탈리아 (FIMI)                       | 9         |
| 일본 (빌보드 재팬 핫 100)             | 51        |
| 룩셈부르크 (빌보드)                   | 1         |
| 멕시코 Top Anglo (Monitor Latino)     | 8         |
| 노르웨이 (VG-lista)                   | 13        |
| 포르투갈 (빌보드)                     | 6         |
| 슬코틀랜드 (오피셜 차트 컴퍼니)       | 8         |
| 슬로바키아 (IFPI)                     | 42        |
| 스페인 (PROMUSICAE)                   | 7         |
| 대한민국 (가온 디지털 종합 차트)      | 1         |
| 대한민국 (빌보드 K-Pop 핫 100)        | 1         |
| 스웨덴 (Sverigetopplistan)            | 8         |
| 스위스 (Schweizer Hitparade)          | 3         |
| 영국 싱글 (오피셜 차트 컴퍼니)        | 10        |
| 미국 (빌보드 핫 100)                  | 5         |
| 미국 랩 송 (빌보드)                   | 3         |
| 미국 핫 댄스 클럽 송 (빌보드)         | 34        |
| 미국 댄스/일렉트로닉 송 (빌보드)      | 1         |
| 베네수엘라 팝/록 저널 (레코드 리포트) | 2         |

| 국가                  | 인증 | 판매량/출하량 |
| --------------------- | ---- | ------------- |
| 오스트레일리아 (ARIA) | 골드 | 35,000        |

## 발매일
| 국가     | 레이블              | 발매일          | 포맷            |
| -------- | ------------------- | --------------- | --------------- |
| 대한민국 | YG 엔터테인먼트     | 2013년 4월 13일 | 디지털 다운로드 |
| 세계     | 스쿨 보이, 리퍼블릭 | 2013년 4월 13일 | 디지털 다운로드 |